# Assamia westermanni
Assamia westermanni – gatunek kosarza z podrzędu Laniatores i rodziny Assamiidae.

## Występowanie
Gatunek występuje w indyjskim stanie Asam.